# Distretto di San Luis (Lima)
Il distretto di San Luis (spagnolo: Distrito de San Luis) è un distretto del Perù che appartiene geograficamente e politicamente alla provincia e dipartimento di Lima.